# Strömsborgsbron
Strömsborgsbron – most w Sztokholmie na Gamla stan. Łączy wysepkę Strömsborg z mostem Vasa.
Obecny most pochodzi z lat 1992–1993.